# Západní Antarktida

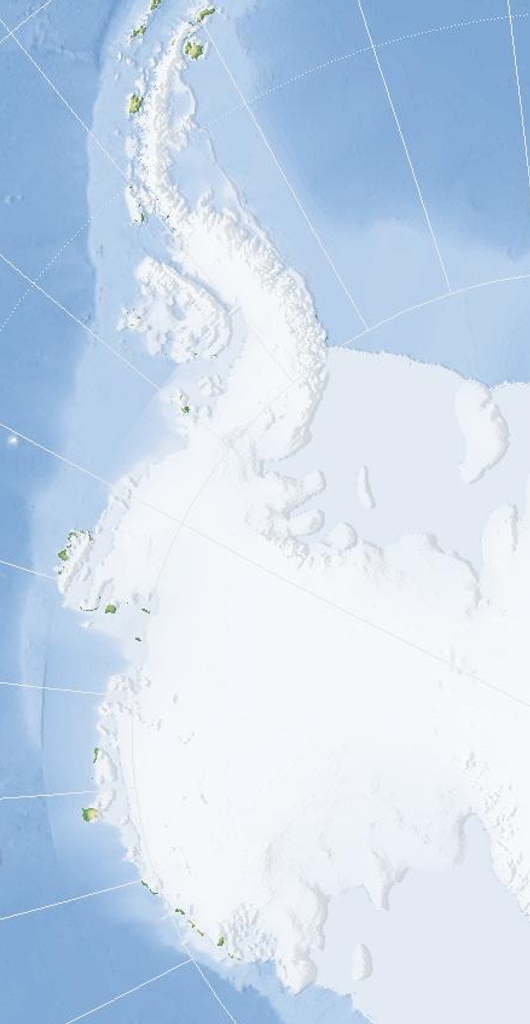
Mapka Západní Antarktidy

Západní Antarktida je označení pro část Antarktidy ležící na západní polokouli a oddělenou od větší východní Antarktidy Transantarktickým pohořím. Zahrnuje zemi Marie Byrdové, zemi krále Edvarda VII. a Rossův ledový šelf, Ellsworthovu zemi, Antarktický poloostrov a Filchnerův–Ronneové ledový šelf.
Z hlediska vodstva tvoří pobřeží Západní Antarktidy Jižní oceán, případně Tichý oceán a Atlantský oceán z hlediska zdrojů neuznávajících Jižní oceán. Přesněji se jedná o Rossovo moře, Amundsenovo moře a Bellingshausenovo moře na tichooceánské straně Drakeova průlivu a o Weddellovo moře na atlantské straně.